# Thalkirchner Flößerwallfahrt

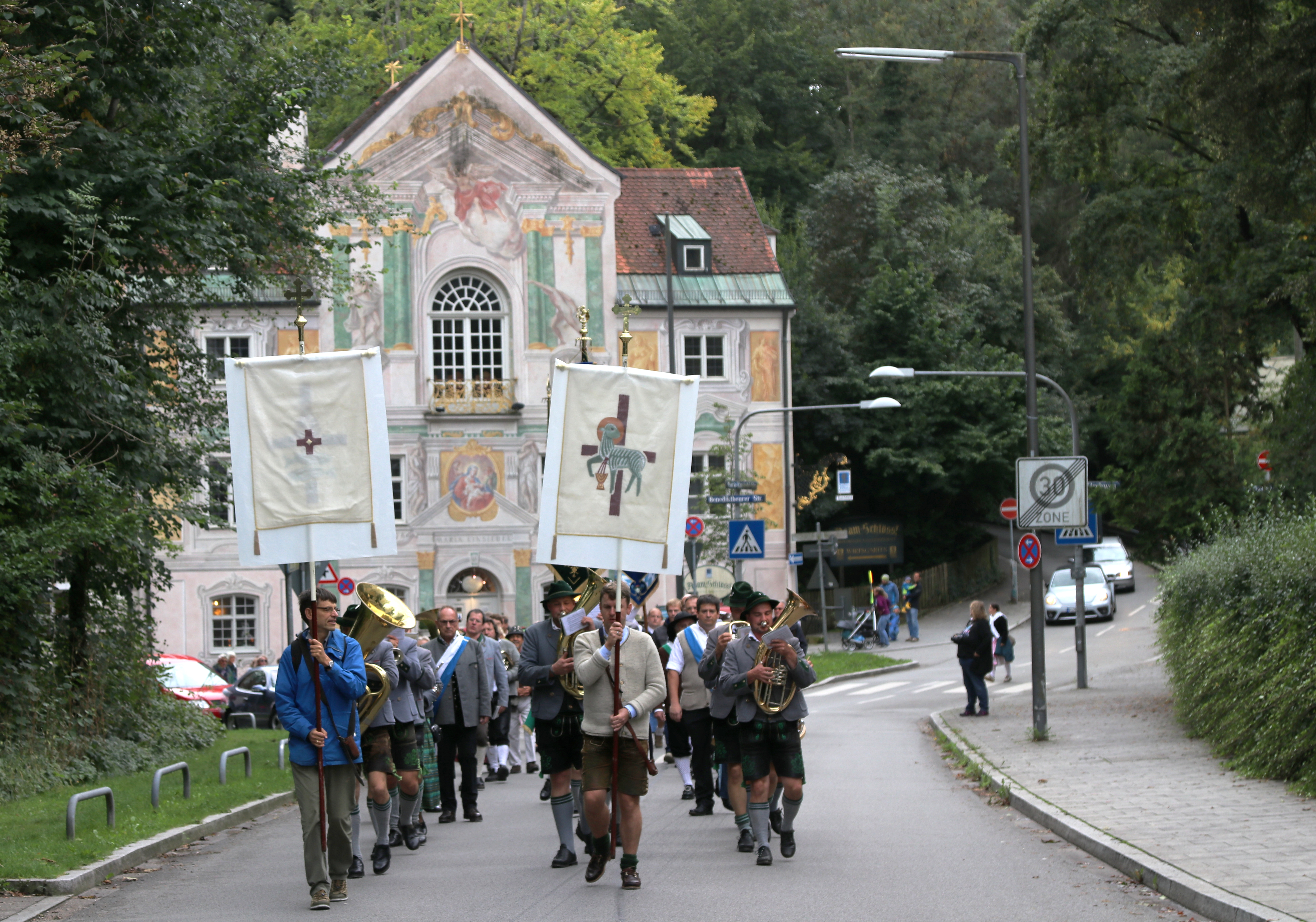
Flößerwallfahrt 2018 vor Maria Einsiedel.

Die Thalkirchner Flößerwallfahrt ist eine historische Wallfahrt zur Kirche St. Maria im Münchner Stadtteil Thalkirchen. Die Flößer auf der Isar danken für eine erfolgreiche Saison und bitten um unfallfreie Fahrten. Die Wallfahrt wurde nach längerer Pause im Jahr 1990 wieder belebt und findet seit 1993 im fünfjährigen Turnus statt.

## Isar-Flößer

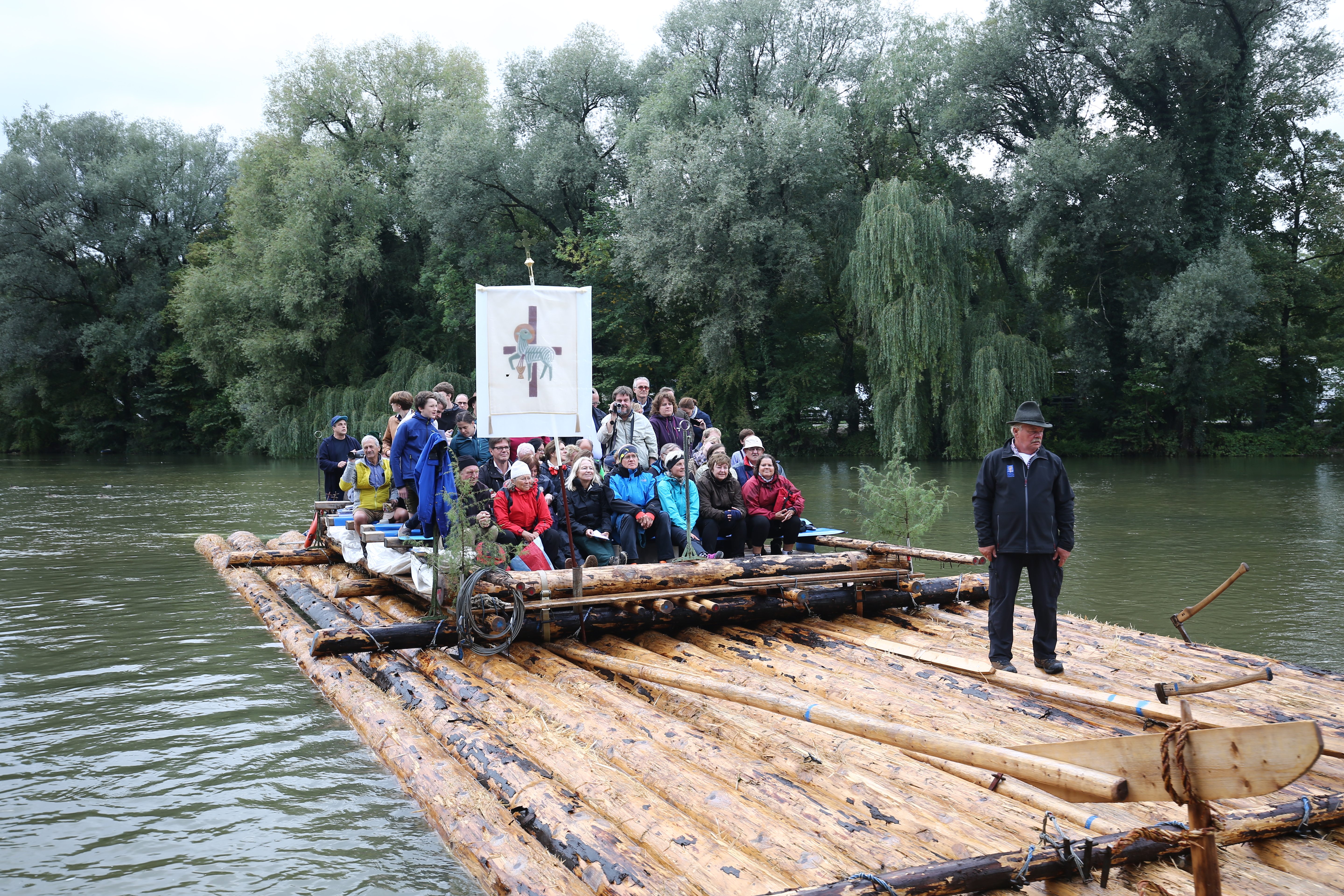
Ankunft der Flöße in Thalkirchen 2018, vorne Floßmeister Michael Angermeier, senior

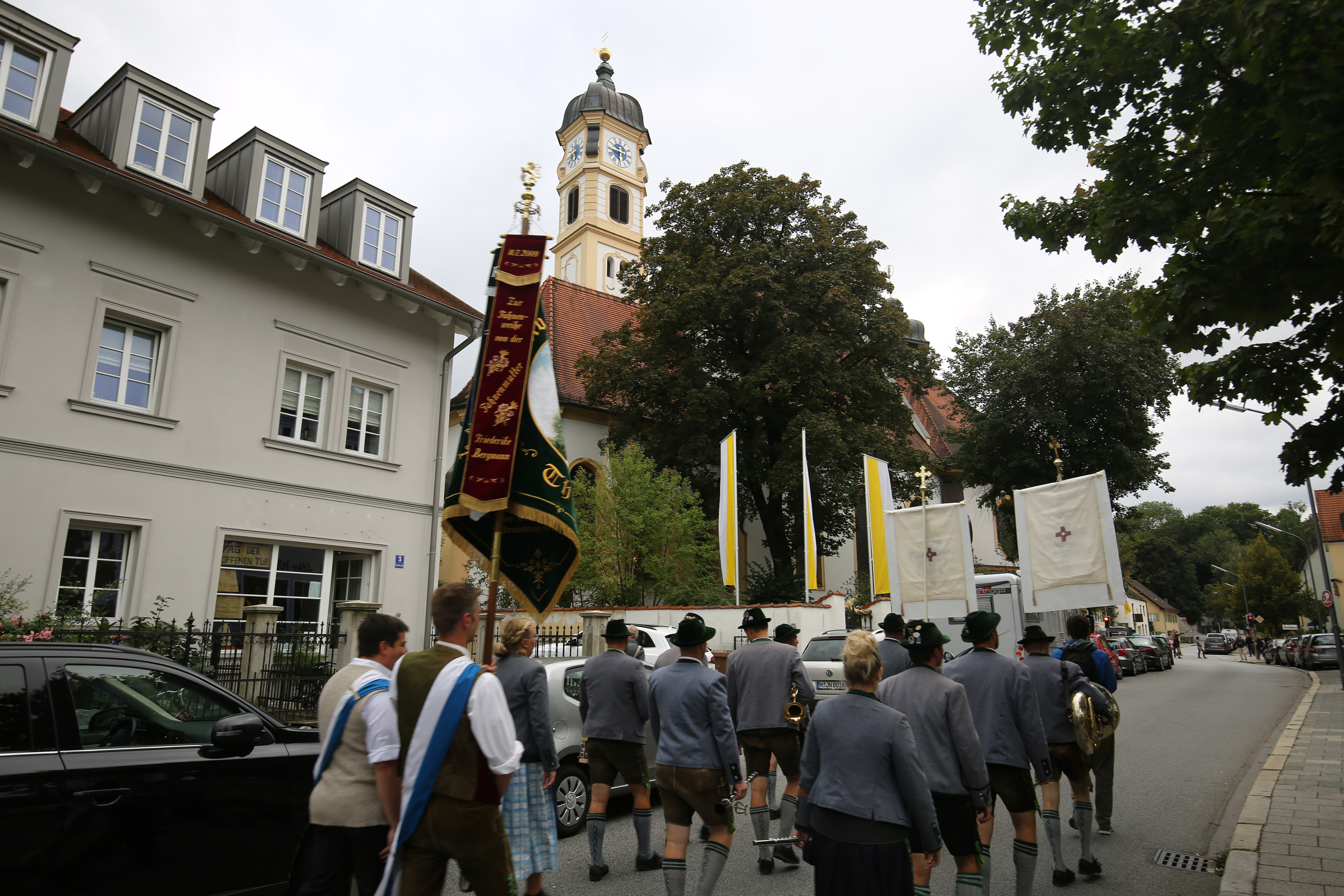
Ankunft an der Kirche St. Maria Thalkirchen

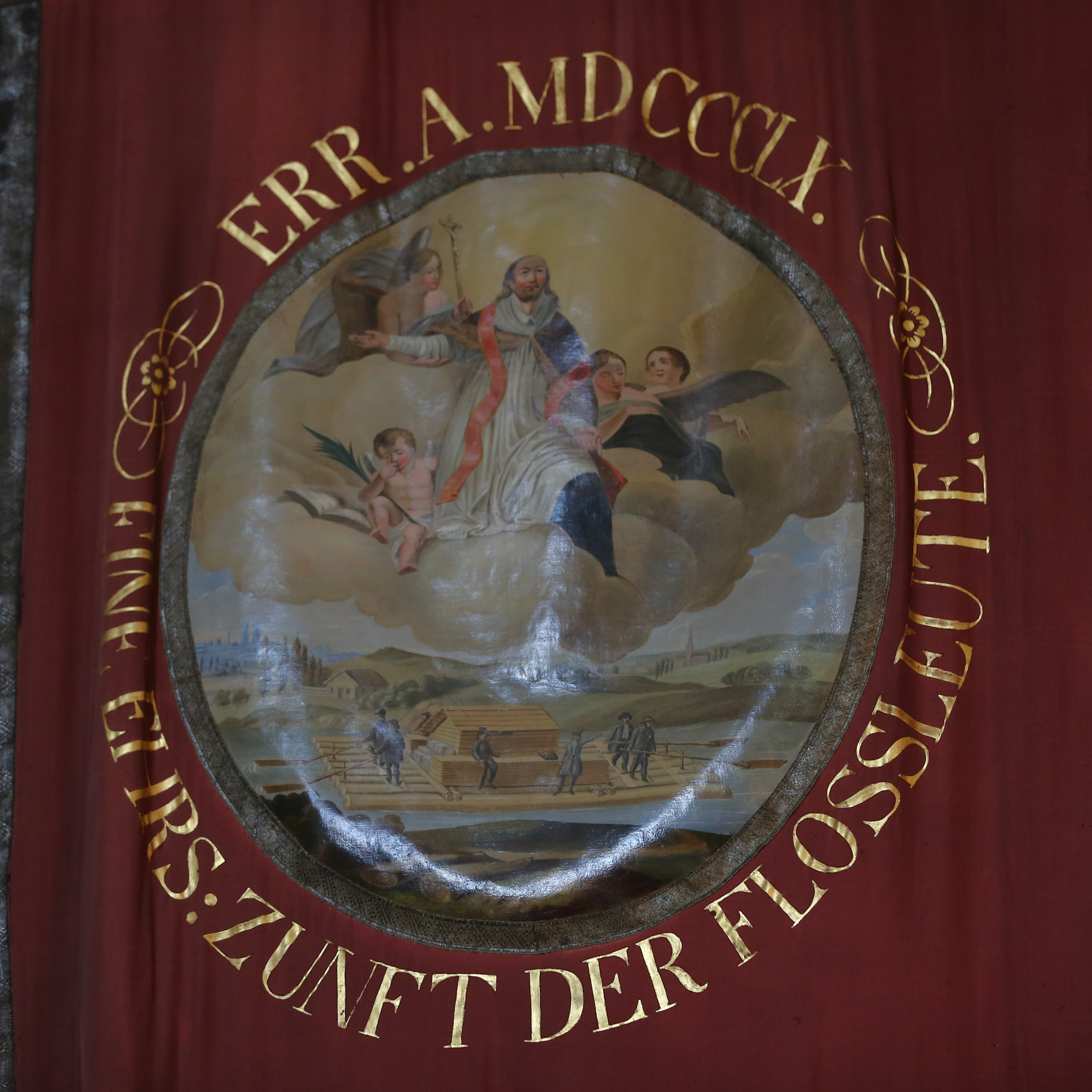
Die historische Zunftfahne der Flößer von 1860

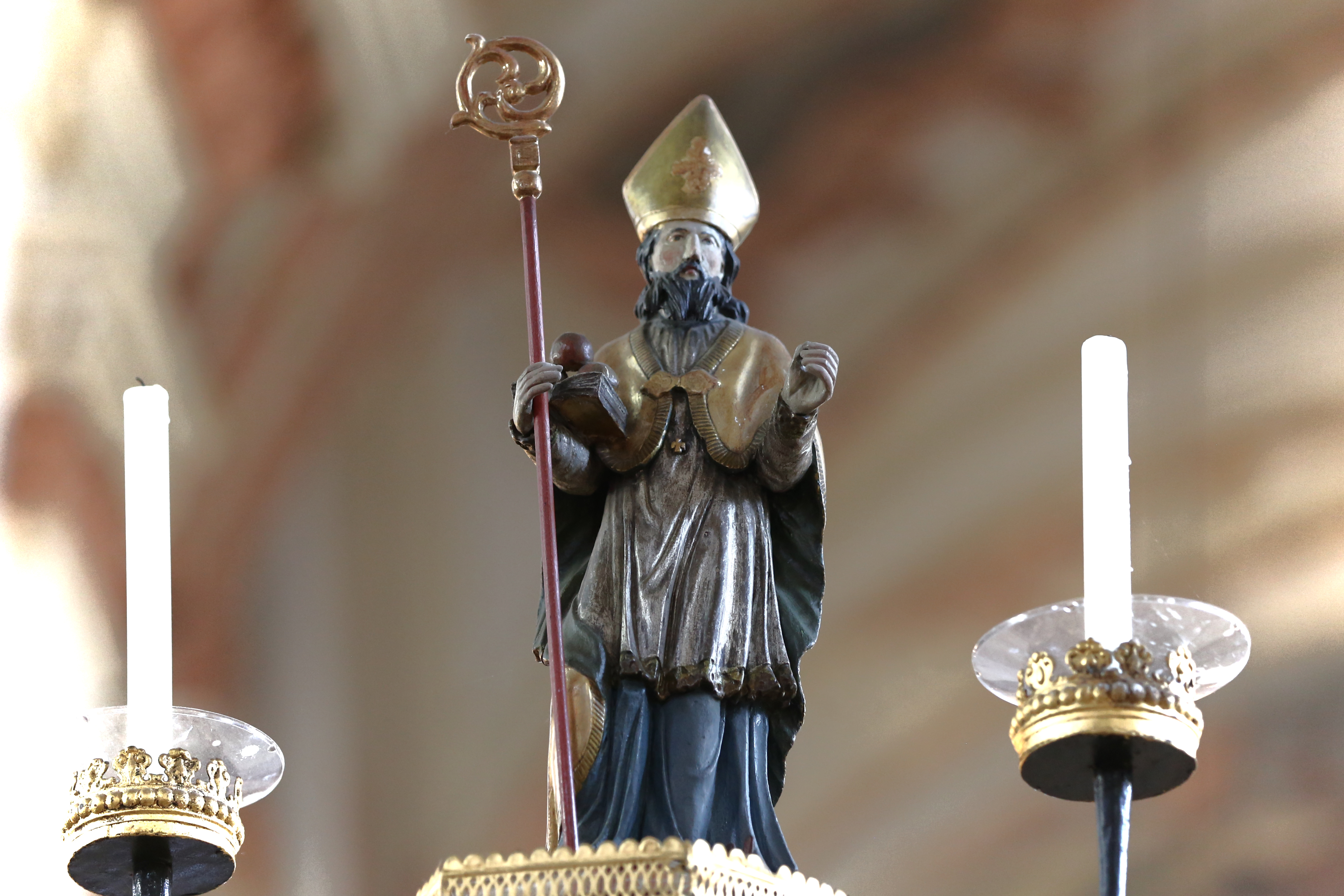
St. Nikolaus auf der Zunftstange

Die Flößerei auf der Isar war über Jahrhunderte ein wesentliches Transportmittel für Güter von und nach München. Der erste Bericht stammt vom Ende des 7. Jahrhunderts und bezieht sich auf den Transport des Leichnams des Heiligen Emmerams. 1310 wurde die erste erhaltene Floßordnung der Stadt München erlassen. Luxusgüter kamen aus Italien über die Alpen und ab Lenggries auf dem Wasserweg. Vor allem wurden aber Baumaterialien wie Holz, Kalk und Steine für Fundamente auf Flößen aus dem Oberland transportiert. Daneben kamen auch landwirtschaftliche Produkte. Zur Personenbeförderung fuhren die so genannten Ordinari-Flöße nach Fahrplan von Bad Tölz bis Passau und Wien und hatten dort Anschluss bis Budapest und darüber hinaus. Die Transportflöße nahmen um 1900 stark ab, spätestens endeten sie jedoch mit der Einziehung der Flößer zum Wehrdienst im Ersten Weltkrieg.
Vergnügungsfahrten von Bad Tölz nach München begannen schon vor 1900 und waren nach dem Ersten und erneut nach dem Zweiten Weltkrieg die einzigen Floßfahrten auf der Isar.

## Wallfahrt
Die Flößerei war ein gefährliches Geschäft. Die Chroniken sind voll von Berichten über Unfälle und gelegentlich auch Errettungen. Die Schutzheiligen der Flößer waren der Heilige Nikolaus, der einst als Bischof in einer Hungersnot per Boot Getreide brachte und Johannes Nepomuk, der Brückenheilige wegen der besonderen Gefahr, die von Brücken und anderen Wasserbauten für die Floßfahrt ausging. Zu Ehren des Heiligen Nepomuk wurde es Tradition, rund um seinen Namenstag am 16. Mai eine Johannis-Floßfahrt mit geschmückten Flößen zu unternehmen und eine Segnung durch den Pfarrer zu erbitten.
Eine solche Johannis-Floßfahrt veranstalteten auch die Flößer auf Isar und Loisach gemeinsam als Wallfahrt nach Maria-Thalkirchen. St. Maria in Thalkirchen war das traditionelle Ziel der Marienverehrung durch die Flößer, weil die Thalkirchner Überfälle das letzte Hindernis vor den Floßländen in München waren. Deshalb legten die Flößer traditionell kurz vor den Überfällen an der Kirche für ein kurzes Gebet an. Die Kirche von Thalkirchen hatte seit Mitte des 15. Jahrhunderts einen Kreuzpartikel und seit 1482 einen neuen gotischen Hochaltar mit einem Gnadenbild der Muttergottes mit dem Jesuskind, das Michel Erhart aus Ulm oder seiner Schule zugeschrieben wird. Deshalb hatte sich die Kirche schon seit jeher als Wallfahrtsziel etabliert und war damit ein geeignetes Ziel auch der Flößer.
Der zeitliche Ursprung der Flößerwallfahrt der Tölzer und Wolfratshauser Flößer lässt sich wegen der Zerstörung der Kirchenbücher von St. Maria in Thalkirchen im Zweiten Weltkrieg nicht festmachen, wird aber nicht vor dem 18. Jahrhundert anzusetzen sein. Einen Aufschwung hatte sie aber jedenfalls mit dem großen wirtschaftlichen Erfolg der Isarflößer aufgrund des Münchner Baubooms in den 1860er Jahren genommen. Der letzte Zunftmeister der Isarflößer, Josef Dosch aus Thalkirchen, vermachte vor seinem Tod 1926 die Zunftfahne aus dem Jahr 1860 und die beiden Zunftstangen mit Bildnissen des Heiligen Nikolaus und des Heiligen Johannes Nepomuk der Kirche St. Maria Thalkirchen. Die Fahne zeigt Nepomuk in den Wolken, umgeben von Engeln über einem der großen Frachtflöße. Darum neben der Jahreszahl 1860 die Inschrift „Eine Ehrsame Zunft der Flossleute“.
Bis zum Beginn des Zweiten Weltkriegs wurde die jährliche Wallfahrt Mitte Mai nach Thalkirchen aufrechterhalten. Nach dem Krieg begannen die Vergnügungsfahrten nur langsam. Die Johannis-Wallfahrt wurde durch eine jährliche Messe in der Ulrichskapelle beim Wasserkraftwerk Mühltal ersetzt.
Die große Wallfahrt von Wolfratshausen bis Thalkirchen wurde erstmals wieder am 17. Juni 1990 ausgeführt. Seit 1993 findet sie alle fünf Jahre statt, jetzt zum Saisonabschluss der Flößerei, Anfang September. Sie fällt damit in den Frauendreißiger, die Hauptsaison der Wallfahrt in Thalkirchen. Außer den Flößern nehmen die fahnentragenden Vereine von Thalkirchen und benachbarten Münchner Stadtteilen teil.